# アレクザンダー・クオファラ
アレクザンダー・クオファラ (アレクサンデル・クオッパラとも、Alexander Kuoppala、1974年4月11日 - )は、フィンランドのヘヴィメタルミュージシャン (ギタリスト)。フィンランドのメロディックデスメタルバンド、チルドレン・オブ・ボドムのリズムギタリストとして1997年から2003年まで活動していた。チルドレン・オブ・ボドムでは、1stアルバム『Something Wild』から4thアルバム『Hate Crew Deathroll』まで参加した。また、チルドレン・オブ・ボドム脱退後には、ティモ・ラウティアイネンのソロプロジェクトにも参加した。

## 略歴
フィンランド南部の街、エスポー出身。1995年にInearthedにリズムギタリストとして加入。加入後、1枚のデモテープに参加する。1997年にInearthedがチルドレン・オブ・ボドムに改名した後も同バンドのリズムギタリストとして在籍。その後、2003年まで同バンドのリズムギタリストを務め、4枚のアルバムに参加した。4枚目のアルバム『Hate Crew Deathroll』のリリース後、チルドレン・オブ・ボドムは初の長期ツアーに出ることになる。このツアーは、2003年に始まり2004年末頃まで続く、非常に長期なものであった。このツアーでは、多くのライヴのチケットが完売しており、北米でのより強い地固めと目されていた。しかし、このツアーでは、予想外のアナウンスも行われた。それは、クオファラがツアー中盤に個人的な理由でチルドレン・オブ・ボドムから脱退するというもので、予告もなく行われた。あるインタビューで、バンドリーダーのアレキシ・ライホは、クオファラの脱退について次のように述べている。
そうだな、俺は彼の事について話すときに気を付けているんだ。何故なら、俺たちの間に憎悪とかはないんだ。彼はツアー生活、つまり、ホテルやツアーバスで生活するようなバンド/ロックンロールのライフスタイルが嫌になったと俺に話したんだ。彼はその生活にとてものめり込んでいたから、俺には、それがとても奇妙だったよ。彼は、頑固なロックンローラーだったんだが、突然そのライフスタイルを180度転換したんだ。この全ての状況は、新しいガールフレンドを伴っていたんだ。
クオファラの脱退後、ライホとシナジーで活動を共にしていたローペ・ラトヴァラがセッションとして参加し、2004年に後任として正式に加入した。
2005年には、ティモ・ラウティアイネンのソロプロジェクトに参加。1stアルバム『Sarvivuori』に参加している。
その後、同ソロプロジェクトを脱退。長らく目立った活動は行っていなかったが、2017年にウーシマー県出身のヘヴィメタルバンド、ヴァロンカンタヤト (Valonkantajat)に加入し、約10年ぶりに音楽業界に復帰した。

## ディスコグラフィ

### チルドレン・オブ・ボドム

#### アルバム
- 1997年　サムシング・ワイルド - Something Wild
- 1999年　ヘイトブリーダー - Hatebreeder
- 2000年　フォロー・ザ・リーパー - Follow The Reaper
- 2003年　ヘイト・クルー・デスロール - Hate Crew Deathroll

#### ライブ・アルバム
- 1999年　東京戦心〜トーキョー・ウォーハート - Tokyo Warhearts - Live In Japan 1999

#### ベスト・アルバム
- 2003年　ベストブリーダー'97〜'00 - Bestbreeder From 1997 To 2000

#### Inearthed名義
- 1996年 Shining (Demo)

### ティモ・ラウティアイネン

#### アルバム
- 2006年 Sarvivuori

### ゲスト参加
- 2002年 Norther - Released (Single)
- 2009年 Deals Death - Internal Demons